# Оклопна армија Африка
Оклопна армија Африка представља војну формацију немачког Вермахта током Другог светског рата.
Током лета 1941. године, како се немачко војно ангажовање у северној Африци повећавало, јавила се потреба да постојећи Немачки афрички корпус прерасте у сложенију и већу војну формацију. Тако је Немачки афрички корпус, заједно са италијанским јединицама под немачком командом прерастао у оклопну групу, армију и на крају групу армија:
- Оклопна група Африка, (Panzergruppe Afrika) од августа 1941. до јануара 1942.
- Оклопна армија Африка, (Panzerarmee Afrika) од јануара 1942. до октобра 1942.
- Немачко-италијанска оклопна армија, (Deutsch-Italienische Panzerarmee) од октобра 1942. до фебруара 1943.
- Група армија Африка, (Heeresgruppe Afrika) од фебруара 1943. до маја 1943.

## Оклопна групаАфрика
Након прве кампање у северној Африци, током које је немачки генерал Ромел, тада командант Немачког афричког копруса, био технички под командом Италијана, немачка Врховна команда Вермахта одлучила је да формира ширу командну структуру у Африци. Тако је настала Оклопна група Африка која је 15. августа 1941. године активирана под Ромеловом командом, а команда над Немачким Афричким корпусом предата је генералу Лудвигу Кривелу.

### Ратни пут
Оклопна група Африка је одмах по свом формирању, септембра 1941. године напредовала ка египатској граници. Новембра исте године борила се у Мармарици да би децембра 1941. била принуђена да се повуче назад у Киренајку. Тиме се њено повлачење није завршило. Јануара 1942. године након борби око Аџдабије повукла се на линију одбране Марада-Марса и око Бреге да би се допунила и извршила контранапад којим је Ромел повратио Киренаику.

### Састав
- септембар 1941. - Немачки Афрички корпус, италијански XXI корпус и у резерви - немачка 15. оклопна дивизија;
- октобар 1941. - Немачки Афрички корпус и XXI корпус;
- децембар 1941. - Немачки Афрички корпус, италијански X корпус, XXI корпус, италијански XX моторизовани корпус „Мармарика“ ("Marmarica") и у резерви 90. лака дивизија Африка и италијанска 55. дивизија „Савона“ ("Savona").

### Командант
генерал оклопних трупа (од 24. јануара 1942. генерал-пуковник) Ервин Ромел (1. септембар 1941 — 30. јануар 1942)

## Оклопна армијаАфрика
Оклопна група Африка је 30. јануара 1942. године променила назив у Оклопна армија Африка (Panzerarmee Afrika) с обзиром да је штаб оклопне групе већ био армијског нивоа.

### Ратни пут
Учествовала је у поновном заузимању (фебруар 1942) и одбрани јужне пустиње у Киренајци (фебруар-март 1942), борбама на линији одбране код Газале (мај-јун 1942), освајању утврђеног „неосвојивог“ Тобрука (јун 1942), прогону савезничких снага до египатске границе, заузимању савезничке линије одбране код Мурса Матруха и у првој бици код Ел Аламејна (јул 1942).

### Састав
- јануар 1942. - Немачки Афрички корпус, италијански X корпус, италијански XXI корпус, италијански XX моторизовани корпус „Мармарика“ ("Marmarica") и у резерви немачка 90. лака дивизија Африка и италијанска 55. дивизија „Савона“ (Savona)
- фебруар 1942. - Немачки Афрички корпус, X корпус, XXI корпус, XX мот. корпус „Мармарика“ ("Marmarica") и у резерви немачка 90. лака дивизија Африка;
- март 1942. - Немачки Афрички корпус, X корпус, XXI корпус и XX мот. корпус „Мармарика“ ("Marmarica");
- април 1942. - Немачки Афрички корпус, X корпус, XXI корпус, XX мот. корпус „Мармарика“ ("Marmarica") и у резерви 90. лака дивизија Африка;
- мај 1942. - Немачки Афрички корпус, X корпус, XXI корпус, XX мот. корпус „Мармарика“ ("Marmarica") и у резерви италијанске 25. и 60. дивизија;
- јун 1942. - Немачки Афрички корпус, X корпус, XXI корпус, XX мот. корпус „Мармарика“ ("Marmarica");
- јул 1942. - Немачки Афрички корпус, X корпус, XXI корпус, XX мот. корпус „Мармарика“ ("Marmarica") и у резерви италијанска 132. оклопна дивизија „Ариете“ ("Ariete") и италијанска 133. оклопна дивизија „Литорио“ ("Littorio");
- август 1942. - Немачки Афрички корпус, X корпус, XXI корпус, XX мот. корпус „Мармарика“ ("Marmarica") и у резерви 90. лака дивизија „Африка", 132. окл. дивизија „Ариете“ ("Ariete") и 133. окл. дивизија „Литорио“ ("Littorio");
- септембар 1942. - Немачки Афрички корпус, X корпус, XXI корпус, XX мот. корпус „Мармарика“ ("Marmarica").

### Команданти
генерал-пуковник (од 21. јуна 1942. генералфелдмаршал) Ервин Ромел (30. јануар - 20. септембар 1942)
генерал оклопних трупа Георг Штуме (20. септембар - 1. октобар 1942)

## Немачко-италијанска оклопна армија
Оклопна армија Африка је у октобру 1942. године, након пораза код Ел Аламејна, преименована у Немачко-италијанску оклопну армију.

### Ратни пут
Након формирања, Немачко-италијанска оклопна армија учествовала је у другој бици код Ел Аламејна (октобар-новембар 1942), да би се после великог пораза повукла са египатске границе и напустила Киренајку (новембар 1942). Од новембра 1942. до фебруара 1943. године константно се повлачила на запад покушавајући да успостави нову линију одбране све до туниско-триполитанске границе.

### Састав
- октобар 1942. - Немачки Афрички корпус, италијански X корпус, италијански XXI корпус, италијански XX моторизовани корпус „Мармарика“ ("Marmarica") и у резерви немачка 90. лака дивизија „Африка";
- новембар 1942. - Немачки Афрички корпус, X корпус, XXI корпус, XX мот. корпус „Мармарика“ ("Marmarica") и у резерви 90. лака дивизија Африка, италијанска 17. пешадијска дивизија „Павиа“ ("Pavia") и италијанска 136. моторизована дивизија „Ђовани Фашисти“ ("Giovani Fascisti");
- фебруар 1943. - Немачки Афрички корпус, XXI корпус, XX мот. корпус „Мармарика“ ("Marmarica") и у резерви немачка 164. пешадијска дивизија и немачка Рамкеова падобранска бригада.

### Команданти
генерал оклопних трупа Георг Штуме (1. - 24. октобар 1942)
генералфелдмаршал Ервин Ромел (24. октобар 1942 — 22. фебруар 1943)

## Група армијаАфрика
Дана 23. фебруара 1943. године од јединица Немачко-италијанске армије и људства организационог штаба „Тунис“, а у циљу стављања многобројних немачких и италијанских јединица под јединствену команду ради скраћивања ланца командовања на северноафричком ратишту, формирана је Група армија Африка.

### Ратни пут
Тренутак формирања групе армија Африка био је веома неповољан за Немце и Италијане. И поред успеха у операцијама „Јутарњи ваздух“ и „Пролећни поветарац“, у којима су наспрам губитка својих 2.000 Савезницима уништили 10.000 војника, Немци и Италијани нису били у стању да тако брзо, попут својих непријатеља, надокнаде губитке и попуне своје јединице. И поред иницијалног успеха у бици која је добила име по пролазу око којег је вођена (Битка за Касерински пролаз), Ромел је морао да опозове даље напредовање на запад и сву пажњу сконцентрише на југ и на напад против британске 8. армије дуж британске одбрамбене линије Марет. Поражен и на јужном сектору Ромел је отпутовао за Немачку где је тражио извлачење своје групе армија у Италију на шта је добио негативан одговор. На његово место је постављен генерал Ханс-Јирген фон Арним који је успевао да одоли тоталном уништењу све до 12. маја 1943. године када су у Тунису снаге сила осовине капитулирале. Овим је и окончано присуство Немачке и Италије у северној Африци.

### Састав
- немачка Пета оклопна армија (у северном Тунису) и италијанска Прва армија (у јужном Тунису)

### Команданти
генералфелдмаршал Ервин Ромел (23. фебруар - 9. март 1943)
генерал-пуковник Ханс-Јирген фон Арним (9. март - 12. мај 1943)